# Francisco de Paula Cerqueira Leite

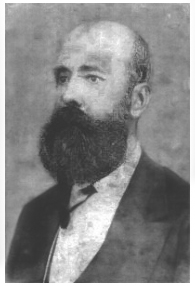
Francisco de Paula Cerqueira Leite

Francisco de Paula Cerqueira Leite (Minas Gerais, data desconhecida — Rio de Janeiro, 16 de setembro de 1875) foi magistrado e político brasileiro. Representou Minas Gerais na Assembleia Geral Legislativa e, como magistrado, foi ministro do Supremo Tribunal de Justiça, a mais alta corte judicial no Brasil Império.

## Biografia
Não se sabe ao certo a data de nascimento de Francisco, o qual era um dos treze filhos de Ana Maria da Fonseca e do capitão José de Cerqueira Leite, abastado proprietário rural, estabelecido em Simão Pereira, dono da Fazenda Rocinha da Negra. O filho mais velho, João Marciano de Cerqueira Leite, nascera em 1797. Outro irmão, Pedro de Alcântara Cerqueira Leite, que também seguiu carreira como político e magistrado e mais tarde foi agraciado com o título de Barão de São João Nepomuceno, nasceu em 1807. Francisco também foi tio do Barão de Santa Mafalda.
Formado pela Faculdade de Leis da Universidade de Coimbra, de volt ao  Brasil, em 12 de outubro de 1826 foi nomeado juiz de fora da vila de Guaratinguetá, São Paulo e, no mês seguinte, Provedor da Fazenda dos Defuntos e Ausentes, Resíduos e Capelas, da mesma vila. Em 18 de outubro de 1829 foi nomeado para o cargo idêntico na vila de Campanha e, em 13 de janeiro de 1832, foi transferido para Mariana.
Com a extinção do cargo foi aproveitado como juiz de direito da comarca do Rio Paraibuna, em decreto de 24 de julho de 1833, passando para a comarca de Barbacena, em outubro do mesmo ano. Na mesma época, elegeu-se deputado à Assembleia Geral Legislativa, representando a província de Minas Gerais, para a 3ª legislatura (1834 - 1837). Seria eleito novamente para a 4ª (1838 - 1841) e para a 7ª (1848).
Em 2 de dezembro de 1839, foi nomeado Desembargador da Relação do Maranhão, passou depois para a de Pernambuco, e foi mandado ter exercício na do Rio de Janeiro, em decreto de 6 de agosto de 1847. Aí serviu de 7 de novembro de 1848 a 4 de março de 1864, pois no dia 1 do referido mês, foi nomeado Ministro do Supremo Tribunal de Justiça, ocupando a vaga do falecido José Paulo Figueiroa Nabuco de Araújo. Tomou posse do cargo no dia 9 e, no dia 26, recebendo do imperador o título de Conselheiro. Ainda no tempo em que era desembargador do Rio de Janeiro, fora agraciado com a comenda da Imperial Ordem de Cristo (2 de dezembro de 1854).
O conselheiro foi membro do Supremo Tribunal durante onze anos. Foi durante o seu tempo como ministro que se desencadeou um dos conflitos judiciais mais importantes da história do Brasil: a Questão Religiosa, um enfrentamento entre a Maçonaria e a Igreja Católica, representadas por D. Vital Maria Gonçalves de Oliveira e D. Antônio de Macedo Costa, bispos de Pernambuco e do Pará, respectivamente, a qual se transformou numa grava crise de Estado. Foi Cerqueira Leite quem recebeu a denúncia contra D. Macedo, em 18 de dezembro de 1873. Francisco, no entanto, não chegou a ver o desfecho da questão, pois faleceu em 16 de setembro de 1875, um dia anterior ao decreto que concedeu anistia aos dois bispos. No dia 7 anterior, entrara com pedido de aposentadoria. Seus problemas de saúde era notórios desde 1870, quando passou a tirar licenças frequentes por motivo de moléstia.
Seus restos mortais foram sepultados no dia seguinte ao de sua morte, no Cemitério São Francisco Xavier. Para preencher sua vaga no Supremo Tribunal de Justiça, foi nomeado o então presidente da Relação do Rio de Janeiro, Francisco Baltasar da Silveira.